# 彗星雲
《彗星雲》（日语：ホウキ雲）是日本雙人女子創作歌手組合RYTHEM的第6張單曲。2005年1月26日由Sony Music Associated Records（日本索尼音樂娛樂旗下公司）發行。

## 解說
《彗星雲》是雙人女子創作歌手組合RYTHEM自從上一張單曲《萬華鏡閃亮閃耀》以來，相隔8個月發行的最新單曲。同名標題曲曾在2004年10月起東京電視台等東京電視網首播的電視動畫《烘焙王》被選為開播第一首片頭主題曲（第1話至第29話）使用。後來，同名標題曲和B面歌曲「朝向抱著有名字的人」兩首一起收錄在她們的第2張專輯《夢現Factory》裡，2006年5月24日發行。
另外，同名標題曲後來被《偶像大師》角色水瀨伊織的聲優釘宮理惠翻唱（收錄在2012年9月5日發行的偶像大師系列專輯裡）。

## 收錄歌曲
所有歌曲由RYTHEM作詞、作曲，CHOKKAKU編曲。
1. 彗星雲（ホウキ雲）
  - 東京電視台電視動畫《烘焙王》片頭主題曲
2. 朝向抱著有名字的人（名を持つ人へ）
3. 萬華鏡閃亮閃耀（日语：万華鏡キラキラ） (Acoustic)（ (Acoustic)）
4. 彗星雲 (Instrumental)

## 收錄專輯
- 夢現Factory（日语：夢現ファクトリー）（#1、#2）
- BEST STORY（日语：BEST STORY）（#1）

## 腳註